# Alberto Manzi
Alberto Manzi (né à Rome le 3 novembre 1924 et mort à Pitigliano, 4 décembre 1997)  est un pédagogue, écrivain et homme politique italien.

## Biographie
Le maître Alberto Manzi, appelé « Maestro Manzi » en Italie, né à Rome en 1924, a aidé à améliorer le cas de l’illettrisme d’après-guerre en Italie entre 1960 et 1968. Détenteur d’un diplôme en biologie, pédagogie et philosophie, il a révolutionné une partie de l’enseignement en travaillant avec des adultes dans un décor ressemblant à une classe de primaire. Il fait partie de ceux qui ont combattu l’illettrisme avec la diffusion de son émission télévisée « Non è mai troppo tardi » de 1960 à 1968.
Alberto Manzi a travaillé en tant qu'éducateur dans une maison de correction pour adolescent à Rome avant de devenir maître d'école.
L'émission télévisée «Non è mai troppo tardi» qui signifie qu'« il n'est jamais trop tard » retransmettait des cours  avec des concepts révolutionnaires concernant les méthodes didactiques de l'époque. Alberto Manzi changeait les scripts qui lui étaient donnés et il improvisait les cours qu'il devait donner.
L’émission fut retransmise pendant près d'une décennie et a suscité de l'intérêt. Près d'un demi million de spectateurs ont pu acquérir des connaissances semblables à celles qu'ils ont acquis en école primaire.
Une fois l'émission terminée, Alberto Manzi s'est consacré à l'enseignement à plein temps devenant maire de Pitigliano. À Rome tout comme dans d'autres villes italiennes plusieurs écoles ont été fondées en son honneur.

## Publications
Ouvrages traduits en français
- Le Castor Grogh et sa tribu, Bourrelier, 1953 ; et rééd.
- Isa, enfant de la forêt (Orzowei), illustrations de J. Daynié, Bourrelier, 1958
- Walt Disney. Le Brave petit poulpe , Hachette, 1962
- Les Histoires merveilleuses de... , ill. Luigi Roveri et Nino Orlich, Ed. Atlas, 1977
- Le Mystère de l'ombre noire, ill. de Luigi Roveri et Nino Orlich, Ed. Atlas, 1977
- Zip ennemi public numéro un, ill. de Luigi Roveri et Nino Orlich, Ed. Atlas, 1977
- Tiak la Renarde  (Tiak la Volpe), illustrations de Luigi Roveri et Nino Orlich, Éditions Atlas, 1978
- Pas si bêtes (Nessono a importante), illustrations de Luigi Roveri et Nino Orlich, Éditions Atlas, 1978
- Crick la Curieuse (Crick la Curiosa), illustrations de Luigi Roveri et Nino Orlich, Éditions Atlas, 1978
- Le Village des fous (La Luna nelle baracche ) , illustrations d'Alain Korkos, Hachette, 1979
- Les insoumis (El loco), images de Manuel Geerinck, Hachette jeunesse, 1993

En VO
- E venne il sabato, Ediciones Gorée,  (ISBN 88-89605-00-6)
- El Loco, Ediciones Gorée,  (ISBN 88-89605-17-0)
- Gugù, Ediciones Gorée,  (ISBN 88-89605-06-5)
- La luna nelle baracche, Ediciones Gorée,  (ISBN 88-89605-10-3)
- Orzowei collana "Classici illustrati", 2006,
- Grogh, storia di un castoro, BUR Biblioteca Univ. Rizzoli, 2011  (ISBN 8817000302)
- Tupiriglio, BUR Biblioteca Univ. Rizzoli, 2011  (ISBN 8817000310)

## Prix et distinctions
- 1956 : (international) « Honnor List »[4], de l' IBBY, pour Orzowei (Isa, enfant de la forêt)